# Seminario Teologico Fuller
Il Seminario Teológico Fuller (Fuller Theological Seminary) è un istituto di istruzione cristiana, la cui sede principale si trova a Pasadena, in California.
L'istituto è frequentato da più di 4.300 studenti provenienti da più di 67 paesi e appartenenti a 108 denominazioni religiose, distribuiti all'interno delle sedi presenti nella zona occidentale degli Stati Uniti. È stato descritto come il più influente seminario evangelico per il numero di pastori ed educatori formati.

## Storia
Il seminario venne fondato nel 1947 da Charles E. Fuller, predicatore evangelico e conduttore del programma radiofonico Old Fashioned Revival Hour, e da Harold Ockenga, pastore della Park Street Church di Boston. La coppia di fondatori fu mossa dall'intento di riformare il fondamentalismo cristiano che lo caratterizzava fra il 1920 e il 1940, ritenuto non ecumenico e talvolta scarsamente intellettuale.F Fuller immaginava che il seminario sarebbe diventato una sorta di "Caltech (California Institute of Technology) per il mondo evangelico".
Dopo una prima generazione di docenti condivideva idee conservatrici dal punto di vista teologico e sociale, negli anni '60 e '70 si impose invece un orientamento progressista. A cavallo fra gli anni '50 e '60, si manifestarono le prime tensioni fra la fazione conservatrice e la classe emergente che poneva in dubbio l'assunto fondamentale dell'inerranza biblica, conseguenza logica dell'ispirazione divina della Sacra Scrittura. Per questo orientamento filosofico post-moderno, l'istituto acquisì notorietà sia nell'ambito cristiano che in quello secolare.
Il dott. Richard J. Mouw è il presidente del seminario, in carica dal '93. Un articolo del Los Angeles Times lo definì come un leader evangelico di rilievo nazionale.

## Organizzazione
Il seminario teologico eroga 18 indirizzi di laurea nell'ambito di tre scuole (teologia, psicologia e studi interculturali) ed incoraggia gli studenti ad inserire nel proprio piano formativo corsi afferenti a due ovvero tutte le tre suddette discipline accademiche, promuovendone l'integrazione.
La scuola teologica forma laici, educatori e ministri del culto, ospitando docenti e intellettuali esterni all'istituto sia di orientamento conservatore che progressista. Il Fuller Theological Seminary organizza dibattiti in materia di politica, religione, scienza e cultura.
Il corso di psicologia fu attivato da Lee Edward Travis nel 1965 ed è accreditato dall'American Psychological Association. Esso è suddiviso in due indirizzi di studio: l'indirizzo di psicologia clinica e quello di matrimonio e famiglia.
La School of Intercultural Studies  eroga corsi di formazione in lingua inglese e coreana. Il percorso prevede un periodo di stage nell'ambito di progetti di collaborazione con missioni, organizzazioni non governative, associazioni operanti per lo sviluppo internazionale e nell'edificazione di comunità ecclesiali, di luoghi di culto e di istruzione.